# Ебуровіки

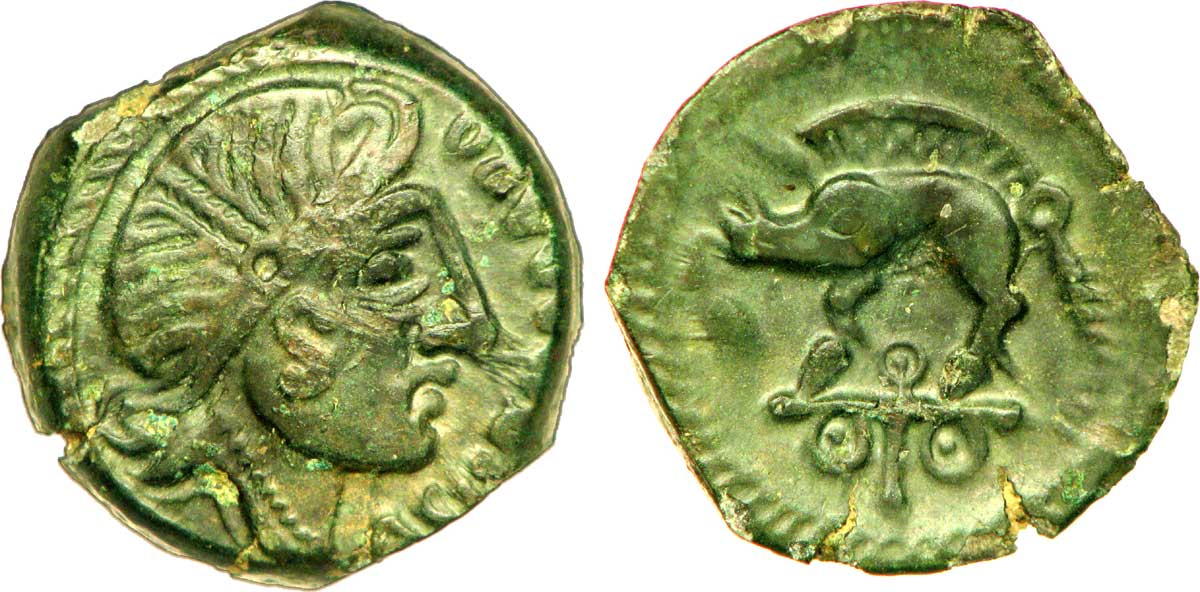
Бронзова монета ебуровіків, 50—40 рр. до н. е.

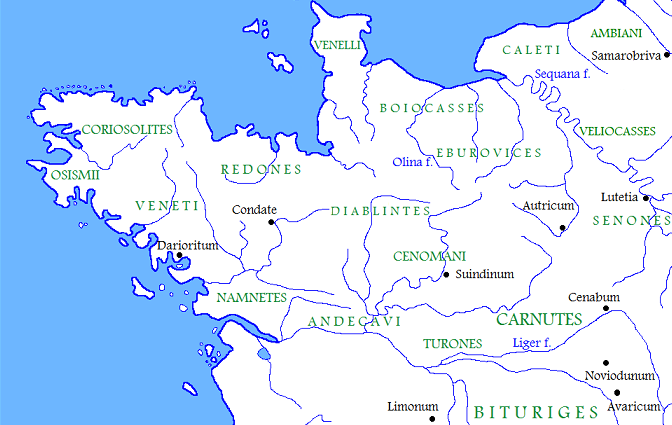
Ебуровіки серед галльських племен Арморики у
I ст. до н. е.

Ебуровіки (лат. Eburovici; Eburovices; Aulerci Eburovices; грец. Αὐλέρκοι Ἐβουραϊκοί) — кельтське плем'я, що жило в межиріччі Сени та Луари в околицях сучасного департаменту Евре. Входили в групу племен авлерків.
Цезар повідомляє, що 56 року до н. е. ебуровіки разом з іншими галльськими племенами Арморики сформували коаліцію проти римлян під проводом вождя венеллів Вірідовікса, та були розбиті військом Квінта Титурія Сабіна. Під час галльського повстання 52 року до н. е вони знову виступили проти Риму і на заклик Верцингеторикса надали 3000 вояків. Після поразки галлів під Алезією, ебуровіки були остаточно підкорені римлянами.
Згадка про плем'я частково залишилась у назві міста Евре (за часів імперії воно значилось як Mediolanum Aulercorum), також з ебуровіками пов'язують залишки галло-романського святилища Гізакум (лат. Gisacum, сучасний муніципалітет Пасі-сюр-Ер).